# Aleksander Markowicz Żurawnicki
Aleksander Markowicz Żurawnicki herbu Korczak (zm. 18/19 października 1580 roku) – starosta łucki w latach 1576–1580, horodniczy łucki w latach 1563–1580, klucznik łucki w latach 1563-1580, marszałek hospodarski w 1560 roku.
Poseł województwa wołyńskiego na sejm 1572 roku, sejm konwokacyjny 1573 roku, sejm koronacyjny 1574 roku, sejm koronacyjny 1576 roku i sejm 1576/1577 roku. Podpisał konfederację warszawską 1573 roku.